# Mariano Ferreira Filho
Mariano Ferreira Filho eller endast Mariano, född 23 juni 1986, är en brasiliansk fotbollsspelare (högerback) som spelar för Atlético Mineiro.

## Karriär
Den 17 juli 2017 värvades Mariano av turkiska Galatasaray, där han skrev på ett treårskontrakt. I juli 2020 återvände Mariano till Brasilien för spel i Atlético Mineiro.